# Антиподы (ботаника)

Антиподы в семязачатке — под буквой F

Антиподы в ботанике — особые клетки в семязачатке, расположенные на дне зародышевого мешка покрытосемянных растений.
«Антиподами» они являются по отношению к яйцеклетке и синергидам, занимающим противоположный полюс зародышевого мешка. Их число может колебаться от 1 до 300, но в подавляющем большинстве антиподов бывает только три. Они наиболее удалены от семяхода и не принимают участия в процессе оплодотворения.